# Antirrhineae
Antirrhineae es una tribu  de plantas perteneciente a la familia Plantaginaceae. Comprende los siguientes géneros, muchos de ellos anteriormente clasificados en la familia Scrophulariaceae:

## Géneros
- Acanthorrhinum Rothm.
- Albraunia Speta
- Anarrhinum Desf.
- Antirrhinum L.
- Asarina Mill.
- Chaenorhinum (DC.) Rchb., = Chaenorrhinum (DC.) Rchb.
- Cymbalaria Hill
- Elatinoides (Chav.) Wettst. = Kickxia Dumort.
- Epixiphium (Engelm. ex A. Gray) Munz ~ Maurandya Ortega
- Galvesia J. F. Gmel. = Galvezia Dombey ex Juss.
- Galvezia Dombey ex Juss.
- Gambelia Nutt.
- Holmgrenanthe Elisens
- Holzneria Speta
- Howelliella Rothm. ~ Antirrhinum L.
- Hueblia Speta = Chaenorhinum (DC.) Rchb.
- Kickxia Dumort.
- Lafuentea Lag.
- Lafuentia Lag., orth. var. = Lafuentea Lag.
- Linaria Mill.
- Lophospermum D. Don
- Mabrya Elisens
- Maurandella (A. Gray) Rothm. ~ Maurandya Ortega
- Maurandya Ortega
- Misopates Raf. ~ Antirrhinum L.
- Mohavea A. Gray ~ Antirrhinum L.
- Nanorrhinum Betsche = Kickxia Dumort.
- Neogaerrhinum Rothm. ~ Antirrhinum L.
- Nuttallanthus D. A. Sutton ~ Linaria Mill.
- Pogonorrhinum Betsche = Kickxia Dumort.
- Pseudomisopates Güemes ~ Misopates Raf.
- Pseudorontium (A. Gray) Rothm. ~ Antirrhinum L.
- Rhodochiton Zucc. ex Otto & A. Dietr. ~ Lophospermum D. Don
- Saccularia Kellogg = Gambelia Nutt.
- Sairocarpus D. A. Sutton ~ Antirrhinum L.
- Schweinfurthia A. Braun
- Trimerocalyx (Murb.) Murb. = Linaria Mill.